# Madrid Tennis Grand Prix
Il Madrid Tennis Grand Prix è stato un torneo di tennis giocato sulla terra rossa. Era parte del Grand Prix e della categoria ATP World Series nell'ambito dell'ATP Tour. Il torneo si è disputato dal 1972 al 1994. Nell'edizione del 1984 il torneo è stato disputato sul sintetico indoor.

## Albo d'oro

### Singolare
| Anno | Vincitore       | Finalista         | Punteggio               |
| ---- | --------------- | ----------------- | ----------------------- |
| 1972 | Ilie Năstase    | František Pála    | 6-0 6-0 6-1             |
| 1973 | Tom Okker       | Jaime Fillol      | 4-6, 6-3, 6-3, 7-5      |
| 1974 | Ilie Năstase    | Björn Borg        | 6-4, 5-7, 6-2, 4-6, 6-4 |
| 1975 | Jan Kodeš       | Adriano Panatta   | 5-7, 2-6, 7-6, 6-2, 6-3 |
| 1976 | Manuel Orantes  | Eddie Dibbs       | 7-6, 6-2, 6-1           |
| 1977 | Björn Borg      | Jaime Fillol      | 6-3, 6-0, 6-7, 7-6      |
| 1978 | José Higueras   | Tomáš Šmíd        | 6-7, 6-3, 6-3, 6-4      |
| 1979 | Yannick Noah    | Manuel Orantes    | 6-3, 6-7, 6-3, 6-2      |
| 1980 | José Luis Clerc | Guillermo Vilas   | 6-3, 1-6, 1-6, 6-4, 6-2 |
| 1981 | Ivan Lendl      | Pablo Arraya      | 6-3, 6-2, 6-2           |
| 1982 | Guillermo Vilas | Ivan Lendl        | 6-7, 4-6, 6-0, 6-3, 6-3 |
| 1983 | Yannick Noah    | Henrik Sundström  | 3-6, 6-0, 6-2, 6-4      |
| 1984 | John McEnroe    | Tomáš Šmíd        | 6-0, 6-4                |
| 1985 | Andreas Maurer  | Lawson Duncan     | 7-5, 6-2                |
| 1986 | Joakim Nyström  | Kent Carlsson     | 6-1, 6-1                |
| 1987 | Emilio Sánchez  | Javier Sánchez    | 6-3, 3-6, 6-2           |
| 1988 | Kent Carlsson   | Fernando Luna     | 6-2, 6-1                |
| 1989 | Martín Jaite    | Jordi Arrese      | 6-3, 6-2                |
| 1990 | Andrés Gómez    | Marc Rosset       | 6-3, 7-6                |
| 1991 | Jordi Arrese    | Marcelo Filippini | 6-2, 6-4                |
| 1992 | Sergi Bruguera  | Carlos Costa      | 7–6(6), 6-2, 6-2        |
| 1993 | Stefan Edberg   | Sergi Bruguera    | 6-3, 6-3, 6-2           |
| 1994 | Thomas Muster   | Sergi Bruguera    | 6-2, 3-6, 6-4, 7-5      |

### Doppio
| Anno | Vincitori                          | Finalisti                            | Punteggio          |
| ---- | ---------------------------------- | ------------------------------------ | ------------------ |
| 1972 | Ilie Năstase Stan Smith            | Andrés Gimeno Manuel Orantes         | 6-3, 6-4, 6-4      |
| 1973 | Ilie Năstase Tom Okker             | Bob Carmichael Frew McMillan         | 6-3, 6-0           |
| 1974 | Patrice Dominguez Antonio Muñoz    | Brian Gottfried Raúl Ramírez         | 6-1, 6-3           |
| 1975 | Jan Kodeš Ilie Năstase             | Juan Gisbert Manuel Orantes          | 7-6, 4-6, 9-7      |
| 1976 | Wojciech Fibak Raúl Ramírez        | Bob Hewitt Frew McMillan             | 4-6, 7-5, 6-3      |
| 1977 | Bob Hewitt Frew McMillan           | Antonio Muñoz Manuel Orantes         | 6-7, 7-6, 6-3, 6-1 |
| 1978 | Wojciech Fibak Jan Kodeš           | Pavel Složil Tomáš Šmíd              | 6-7, 6-1, 6-2      |
| 1979 | Carlos Kirmayr Cássio Motta        | Robin Drysdale John Feaver           | 7-6, 6-4           |
| 1980 | Hans Gildemeister Andrés Gómez     | Jan Kodeš Balázs Taróczy             | 3-6, 6-3, 10-8     |
| 1981 | Hans Gildemeister Andrés Gómez     | Markus Günthardt Tomáš Šmíd          | 6-2, 3-6, 6-3      |
| 1982 | Pavel Složil Tomáš Šmíd            | Heinz Günthardt Balázs Taróczy       | 6-1, 3-6, 9-7      |
| 1983 | Heinz Günthardt Pavel Složil       | Markus Günthardt Zoltán Kuhárszky    | 6-3, 6-3           |
| 1984 | Peter Fleming John McEnroe         | Fritz Buehning Ferdi Taygan          | 6-3, 6-3           |
| 1985 | Givaldo Barbosa Ivan Kley          | Jorge Bardou Alberto Tous            | 7-6, 6-4           |
| 1986 | Anders Järryd Joakim Nyström       | Jesús Colás David de Miguel Lapiedra | 6-2, 6-2           |
| 1987 | Carlos Di Laura Javier Sánchez     | Sergio Casal Emilio Sánchez          | 6-3, 3-6, 7-6      |
| 1988 | Sergio Casal Emilio Sánchez        | Jason Stoltenberg Todd Woodbridge    | 6-7, 7-6, 6-4      |
| 1989 | Tomás Carbonell Carlos Costa       | Francisco Clavet Tomáš Šmíd          | 7-5, 6-3           |
| 1990 | Juan Carlos Báguena Omar Camporese | Andrés Gómez Javier Sánchez          | 6-4, 3-6, 6-3      |
| 1991 | Gustavo Luza Cássio Motta          | Luiz Mattar Jaime Oncins             | 6-0, 7-5           |
| 1992 | Patrick Galbraith Patrick McEnroe  | Francisco Clavet Carlos Costa        | 6-3, 6-2           |
| 1993 | Tomás Carbonell Carlos Costa       | Luke Jensen Scott Melville           | 6-7, 6-2, 6-3      |
| 1994 | Rikard Bergh Menno Oosting         | Jean-Philippe Fleurian Jakob Hlasek  | 6-3, 6-4           |